# Škoda Felicia (1959)
Škoda Felicia (typ 994) – samochód osobowy o nadwoziu typu kabriolet produkowany w latach 1959–1964 przez czechosłowacką wówczas fabrykę Škoda w zakładach w miejscowości Kvasiny, następca modelu 450.
Škodę Felicię zaczęto produkować równolegle z Octavią i Octavią Super. Wraz z modelem 450, był to jeden z nielicznych samochodów bez dachu produkowanych w krajach socjalistycznych (pozostałe to Škoda 1102, Wartburg kabriolet oraz IFA F9 cabrio). W stosunku do Škody 450, najbardziej istotna była zmiana resorów piórowych na sprężyny spiralne w przednim zawieszeniu, ponadto nieznacznej zmianie uległo nadwozie. W toku produkcji wprowadzano dalsze zmiany stylistyczne. Wyprodukowano 14 863 sztuki Felicji. Znaczna część samochodów została wyeksportowana, zwłaszcza do krajów zachodnich.
W roku 1961 wprowadzono do produkcji model Škoda Felicia Super (typ 996). Samochód ten miał 55-konny silnik o pojemności 1221 cm³ z dwoma gaźnikami.

## W kulturze
Škoda Felicia pojawiła się w jednej z finałowych scen polskiej komedii Gangsterzy i filantropi z 1962, jako symbol wzbogacenia się bohatera filmu. Samochodem tym podróżuje również para głównych bohaterów filmu Zbrodniarz i panna z 1963.

## Dane techniczne (1961)

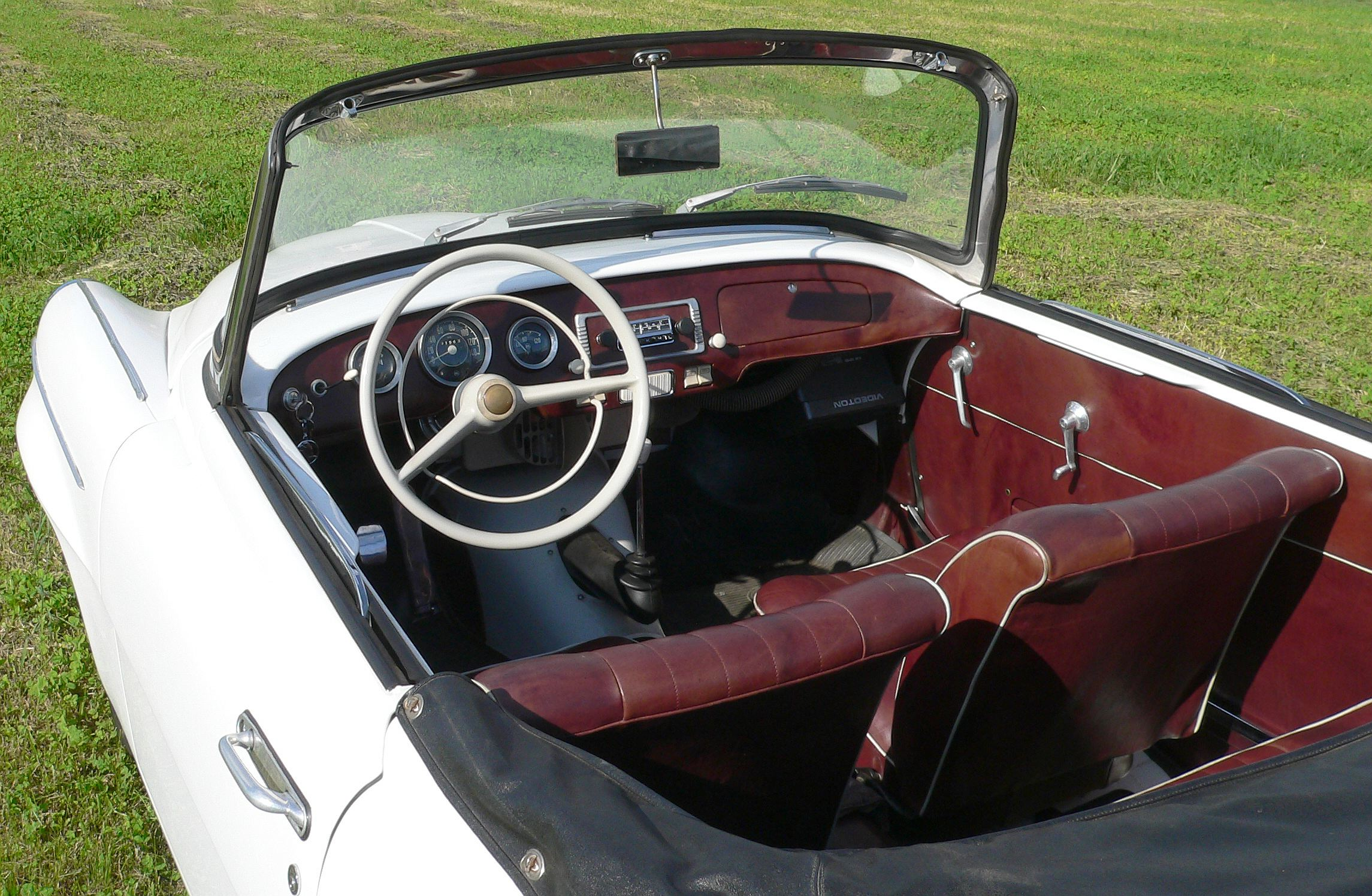
Wnętrze zabytkowej Felicii

### Silnik
- R4 1,1 l (1089 cm³), 2 zawory na cylinder, OHV
- Układ zasilania: gaźnik Jikov
- Średnica cylindra × skok tłoka: 68,00 mm × 75,00 mm
- Stopień sprężania: 8,4:1
- Moc maksymalna: 54 KM (40 kW) przy 5000 obr./min
- Maksymalny moment obrotowy: 74 N•m przy 3500 obr./min

### Osiągi
- Przyspieszenie 0-100 km/h: b.d
- Prędkość maksymalna: 137 km/h